# Иван Калайджиев
Иван Георгиев Калайджиев е български революционер, деец на Вътрешната македоно-одринска революционна организация.

## Биография
Роден е в 1876 година в пашмаклийското село Чокманово, тогава в Османската империя, днес в България. В 1900 година се присъединява към ВМОРО и става член на Чокмановския революционен комитет, ръководен от Христо Караманджуков. В 1901 година, поради убийството на един турчин назърин в Енидженсото поле, става нелегален и влиза в четата на Чепеларския граничен пункт на Македоно-одринската революционна организация, ръководена от Константин Антонов. Сражава се при село Енуз дере в 1901 година. На 11 май 1901 година четата, но вече под войводството на Марин Чолаков, напада Нури бей от Пашмакли при село Палас. По време на Преображенското въстание Калайджиев е зачислен в 3-ти пограничен въстанически отряд в Пашмаклийско. Продължава да е нелегален четник до избухването на Балканската война в 1912 година.
По време на Балканската и Междусъюзническата война е доброволец в Македоно-одринското опълчение. Служи в партизански взвод № 21 с командир Никола Гюмюшев.
На 25 март 1943 година, като жител на Чепеларе, подава молба за българска народна пенсия, която е одобрена и пенсията е отпусната от Министерския съвет на Царство България.